# Dalatsmygsångare
Dalatsmygsångare (Locustella idonea) är en fågel i familjen gräsfåglar inom ordningen tättingar.

## Utbredning och systematik
Fågeln förekommer enbart i sydcentrala Vietnam. Den behandlas som monotypisk, det vill säga att den inte delas in i några underarter. Tidigare betraktades den som en underart till rödbrun smygsångare (L. mandelli) och vissa gör det fortfarande.

### Familjetillhörighet
Gräsfåglarna behandlades tidigare som en del av den stora familjen sångare (Sylviidae). Genetiska studier har dock visat att sångarna inte är varandras närmaste släktingar. Istället är de en del av en klad som även omfattar timalior, lärkor, bulbyler, stjärtmesar och svalor. Idag delas därför Sylviidae upp i ett flertal familjer, däribland Locustellidae.

## Status
Internationella naturvårdsunionen IUCN erkänner inte dalatsmygsångaren som en egen art, varför dess hotstatus inte bedömts.

## Namn
Da Lat är en stad på Langbianplatån i södra Vietnam.